# ボヘミア
ボヘミア（ラテン語: Bohemia、チェコ語: Čechy、チェコ語発音: [ˈt͡ʃɛxɪ]、ドイツ語: Böhmen, ベーメン）は、現在のチェコの西部・中部地方を指す歴史的地名。古くはより広くポーランドの南部からチェコの北部にかけての地方を指した。西に接するのはドイツで、東は同じくチェコ領であるモラヴィア、北はポーランド（シレジア）、南はオーストリアである。
この地方は牧畜が盛んである。牧童の黒い革の帽子に革のズボンにベストは、オーストリア帝国の馬術や馬を扱う人たちに好まれた。このスタイルは、オーストリアと遠戚関係にあるスペインを経て、アメリカのカウボーイの服装になったといわれる。西欧にも伝わり、芸術家気取り、芸術家趣味と解されて、ボヘミアンやボヘミアニズムという言い方も生まれた。

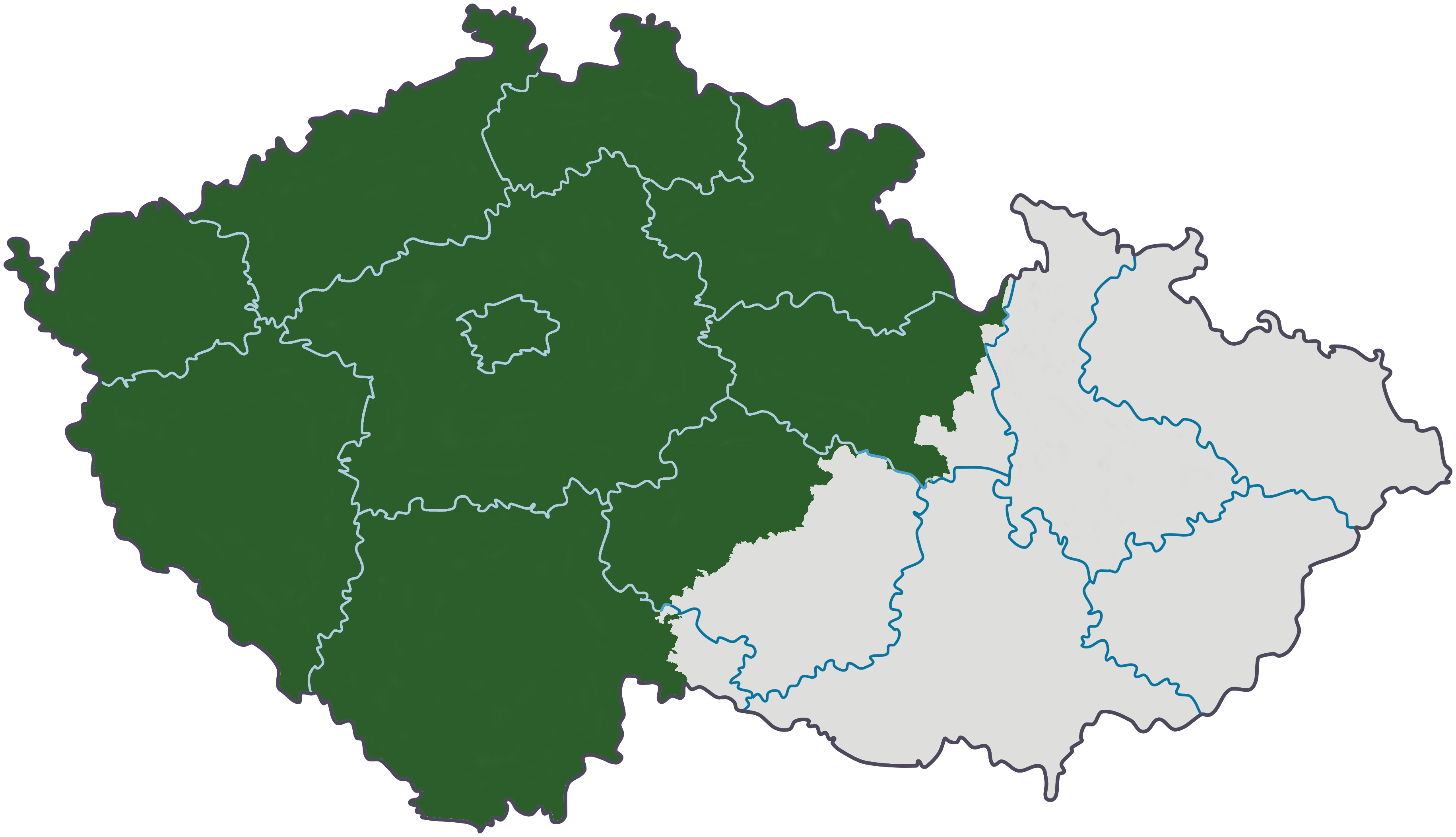
ボヘミア チェコ西部から中部に位置する緑色の部分

## 名称
ボヘミアをチェコ語ではチェヒ（チェコ語: Čechy）と呼び、チェコ共和国（チェコ語: Česká republika）、通称チェコ（チェコ語: Česko）をチェヒとも呼ぶ。由来は6世紀頃までに形成されたチェコ人（チェコ語: Češi）にあり、意味は「『人々／光』の土地」である。
ラテン語における『ボヘミア』（ラテン語: Bohemia）の呼称は、古代にボヘミアからモラヴィア、スロバキアにかけての地域に居住していたケルト人の一派、ボイイ人（古代ギリシア語: Βόϊοι、ラテン語: Boii）に由来し、意味は「『（戦士の）人々』の土地」と考えられている。ドイツ語ではベーメン（ドイツ語: Böhmen）と言い、ラテン語の『ボヘミア』の語源と同じ由来と考えられている。

## 歴史

### ケルト人
古代にはボイイ人（古代ギリシア語: Βόϊοι、ラテン語: Boii）がボヘミアからモラヴィア、スロバキアにかけての地域に住んでいた。

### ローマ帝国との戦い
紀元前9年、大ドルスス率いるローマ軍団がマルコマンニをボヘミアに追いやった。マルコマンニ王のマルボドゥウスの治世下では、同じゲルマン系で北方のケルスキ族のアルミニウスと不仲であった為、トイトブルク森の戦いには参加せず、中立を保った。マルボドゥウスの死後、強大化したマルコマンニはマルクス・アウレリウスとコンモドゥスの治世下でマルコマンニ戦争（162年 - 180年）を起こし、ローマ帝国衰退のきっかけとなった。

### チェコ人の形成
567年、アヴァールがパンノニア平原にアヴァール可汗国を建国すると、その侵攻を受け、6世紀以降、西スラヴ人が移住し、モラヴィアの西スラヴ人とともに現在のチェコ人となった。7世紀始めにサモ王国（623年-658年）が建国された。この後については、モラヴィア#歴史を参照されたい。

### プシェミスル家

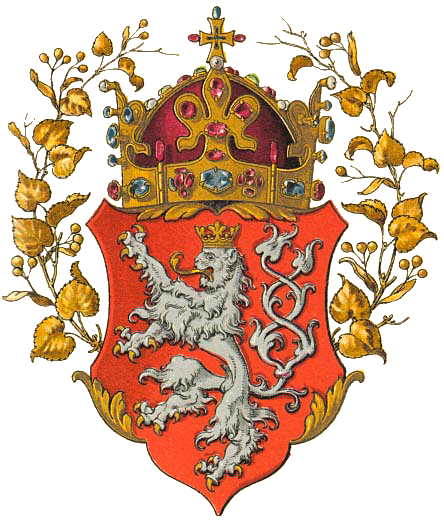
ボヘミア王国の紋章

9世紀頃にプシェミスル家のもとで公国を形成した。10世紀以降はローマ帝国に属して政治的に現在のドイツと結びついた。1003-1004年にピャスト朝を挟む。
1198年にボヘミア公オタカル1世はローマ帝国領内では当時まだほとんど存在しなかった王号をもつボヘミア王となり（ボヘミア王国、1198年 - 1918年）、高いステータスを獲得するが王権は弱く、実質上は歴代の王の後ろ盾となったローマ皇帝などのドイツ人勢力の傀儡として存在した。
チェコ及びボヘミアは、その地理的な重要性から中世から近世にかけては「ボヘミアを征する者は、ヨーロッパを征す」とも言われた。1241年、モンゴル帝国がポーランドに侵攻した際には、ボヘミア軍を送り支援したが、東隣のモラヴィアのオロモウツまでモンゴル軍に迫られた（オロモウツの戦い）。1245年にはガリツィア軍にポーランド王国・ハンガリー王国が加わり、ヨーロッパ側の最前線であったハールィチ・ヴォルィーニ大公国（現在のウクライナ。当時、ルーシと呼ばれた地方）へ侵攻して属国化した（ヤロスラヴの戦い）。1246年　ライタ川の戦いでハンガリー王国のベーラ4世とハールィチ・ヴォルィーニ大公国の連合軍が、オーストリア公フリードリヒ2世を敗死させる。1248年　バーベンベルク家の断絶につけこんだボヘミア王オタカル2世がオーストリアなどの支配権を獲得。1260年　クレッセンブルンの戦いでハンガリー王国のベーラ4世がオタカル2世に敗れる。1278年　マルヒフェルトの戦いで、ボヘミアのオタカル2世は、ローマ王ルドルフ1世とラースロー4世の連合軍に敗れ、ハプスブルク家が欧州の有力な勢力となる。

### ルクセンブルク家
1331年、帝国郵便の発祥地ロンバルディアのベルガモからは、王が都市を献じられている。
プシェミスル家断絶後の1310年からはドイツ貴族ルクセンブルク家がボヘミア王を受け継いだ。ローマ皇帝カール4世となったルクセンブルク家のボヘミア王カレル1世は、1348年にプラハにプラハ大学を設立してボヘミアに学問を根付かせた。中世から近世にかけてはプラハを中心に学問、とくにキリスト教の学者が多く活躍した。
15世紀にはプラハ大学からヤン・フスが出て宗教改革に乗り出した。1410年に始まったグルンヴァルトの戦いでヤン・ジシュカ率いるボヘミア義勇隊が、それまでチェコを実質支配していたドイツ人を追放し、ポーランドのフス派プロテスタントと協力して戦い抜いたことはスラヴ民族主義の萌芽として注目される。外圧により1415年にフスがジギスムントに処刑されて宗教改革が失敗に終わると、1419年のプラハ窓外投擲事件をきっかけにフス戦争が始まった。

### ハプスブルク家

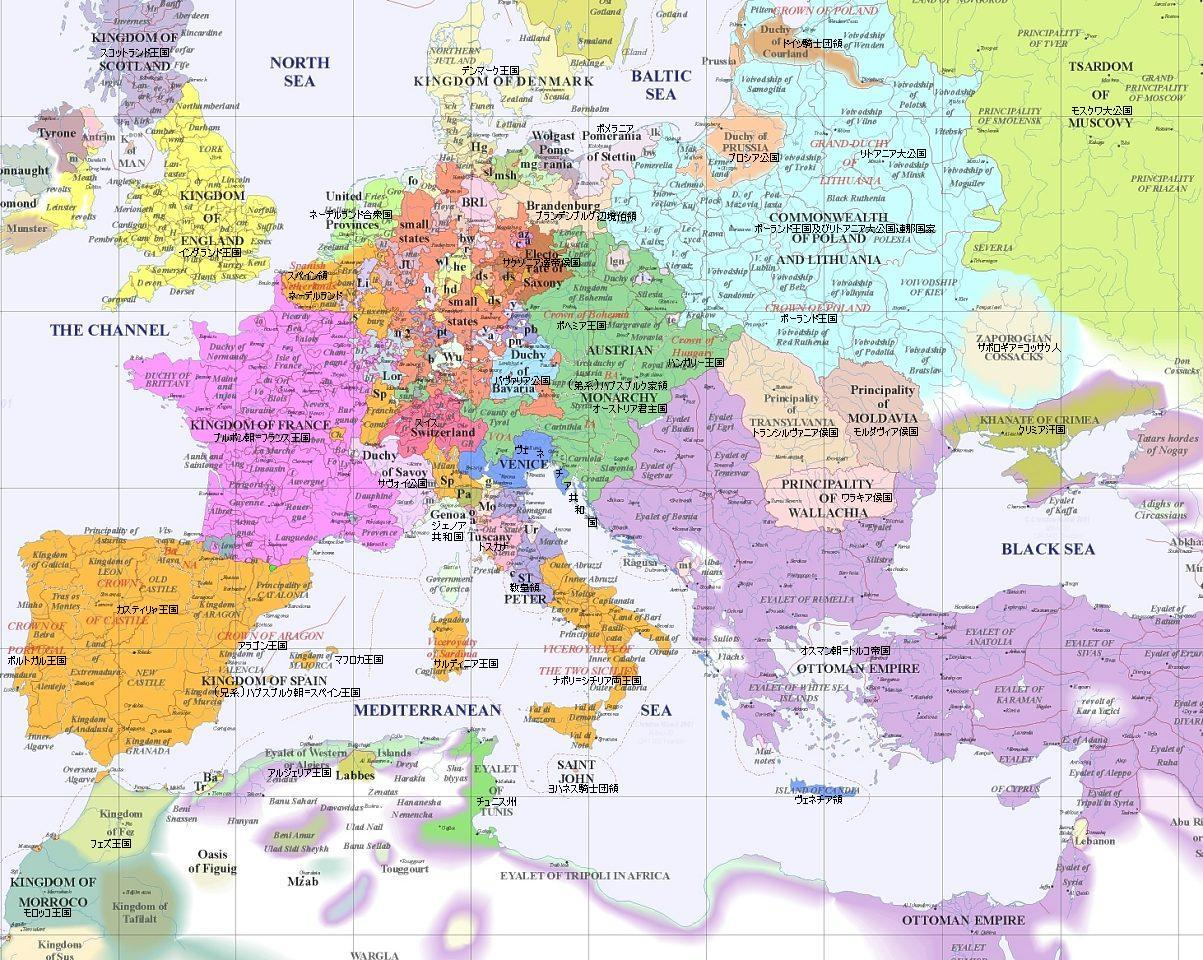
1600年のヨーロッパ

16世紀からはルクセンブルク家断絶後にその所領を獲得したハプスブルク君主国の支配を受けた。
三十年戦争（1618年 - 1648年）では、1620年には白山の戦いでハプスブルク軍相手にたった半日で敗北した結果、チェコのスラヴ人貴族は完全に根絶され、ドイツ人貴族のみとなった（チェコ貴族の入れ替え）。ヨハン・アモス・コメニウスの属した共同生活の兄弟団というプロテスタントの一派が三十年戦争でこの地を追われ、二度とここに戻ってくることができなかったことはヨーロッパの精神史の中でよく知られた事件である。三十年戦争後期にスウェーデンに占領された。1648年、ヴェストファーレン条約によってハプスブルクに返還され、絶対王政下に置かれた。
19世紀にはオーストリア帝国の一部となった。19世紀前半にはチェコ人の民族運動が盛り上がって次第にドイツ人から自立しようとする動きが高まった。1899年、ボヘミアはモラヴィアをともないオーストリア・ハンガリーに反乱した。

### チェコスロバキア
1918年10月28日に1004年以来914年ぶりにようやくドイツ人の支配から離れチェコスロバキアとして独立すると、新たに独立したチェコスロバキアの中心地域となった。翌10月29日にはドイツ人帝国議会議員らがエーガラントと北ボヘミアをドイツ系ボヘミア州とする宣言。10月30日にはシレジア、北モラヴィア、東部ボヘミアに「ズデーテンラント州」が形成された。
1918年11月に成立したドイツ＝オーストリア共和国政府は、ドイツボヘミア州、ズデーテンラント州、オーバーエスターライヒ州に区分し、領有権を主張していた。11月には南部ボヘミアと南部モラビアでベーマーヴァルト（Böhmerwald、en、de）とツナイム（Zneim）の両自治政府（en、cs）が作られたが、11月20日にはチェコ軍団がドイツ系諸政府域への侵攻を開始し、12月18日までにドイツ系諸政府は解体された。

### ドイツ
1938年9月30日のミュンヘン会談では宥和政策を取るイギリスのネヴィル・チェンバレン首相、フランスのエドゥアール・ダラディエ首相がズデーテン地方のドイツ編入を容認した。1939年3月1日にチェコスロバキアが解体され、ベーメン・メーレン保護領となった。
1945年2月のヤルタ会談でソ連の要求によりドイツ人強制移住方針が固まった。

### チェコスロバキア
1945年5月、ベネシュ布告。8月2日のポツダム協定でドイツ人追放が正式決定。
1990年10月30日にドイツ再統一。

### チェコ
1993年にスロバキアと分離し、チェコ（チェコ語: Česko）となった。
1997年1月21日、ドイツ＝チェコ和解宣言

## 出身者
- フランツ・カフカ
- マックス・ブロート
- フランツ・ヴェルフェル - 小説家、劇作家、詩人。1938年に亡命。
- ベドルジハ・スメタナ - 作曲家。チェコ国民楽派およびボヘミア楽派の始祖。代表作『わが祖国』はボヘミアの風景を題材としている。
- アントニン・ドヴォルザーク - 作曲家。ボヘミア楽派のひとり。交響曲第1番から第9番が代表作として知られるが、劇的序曲「フス教徒」やチェコ組曲などボヘミアを題材とした作品もある。

### 文学作品
- 『ボヘミアの醜聞』